# Federación Siria
La Federación Siria ( en árabe: الاتحاد السوري‎ ; en francés: Fédération syrienne ), oficialmente denominada Federación de los Estados Autónomos de Siria (en francés: Fédération des États autonomes de Syrie), fue constituida el 28 de junio de 1922 por el Alto Comisario Gouraud. Comprendía los estados de Alepo, Damasco y de los alauitas, abarcando un área de 119.000 a 120.000 km 2 . Fue disuelta oficialmente por decreto del 5 de diciembre de 1924, "pero entro en vigor el 1 de enero de 1925".

## Historia
La Federación Siria fue fundada el 28 de junio de 1922 como resultado del Decreto 1459 del Alto Comisionado del Levante Henri Gouraud . Comprendía los estados de Alepo, Damasco y los alauitas, con una superficie de 119 000 a 120 000 km 2 . El gobierno de la federación estaba formado por el presidente de la federación y el consejo federal, e inicialmente alternaba entre sentarse en Alepo y Damasco. Homs también se consideró como una ciudad capital potencial. La primera sesión del Consejo Federal se abrió en Alepo el 28 de junio de 1922 con un discurso de Gouraud. El 8 de enero de 1923, Damasco se convirtió en la sede permanente del gobierno, creando divisiones en el liderazgo político del país. El único presidente de la Federación Siria fue Subhi Bey Barakat, quien afirmó en sus primeros tres decretos presidenciales haber sido elegido por el Consejo Federal el 29 de junio de 1922. Sin embargo, según el historiador y jurista sirio Edmond Rabbath, Barakat era de hecho "no elegible en el año siguiente al final de su presidencia" y, por lo tanto, "nombrado y no elegido". Sin embargo, Barakat fue elegido presidente formalmente por el Consejo Federal el 17 de diciembre de 1923.
La Federación Siria fue disuelta oficialmente por el Decreto 2980, que fue emitido el 5 de diciembre de 1924 por el Alto Comisionado Maxime Weygand y entró en vigor el 1 de enero de 1925. El decreto fusionó los estados de Alepo y Damasco en el Estado de Siria y nombró a Barakat presidente del nuevo país.

## Gobierno
El Presidente de la Federación Siria era elegido por la mayoría absoluta del Consejo Federal y ejercía su cargo por el término de un año. Posteriormente, el presidente no sería elegible para la reelección durante un año después de su salida del cargo. Ejercía poderes ejecutivos como la preparación del presupuesto federal, el nombramiento de funcionarios gubernamentales y la negociación de tratados con estados no federados, todo ello sujeto a la ratificación del Alto Comisariado del Levante. El Consejo Federal era un órgano deliberativo integrado por cinco representantes. Estudiaba propuestas que conducían a la adopción de legislación y se ocupaba de asuntos económicos, como las obras públicas .

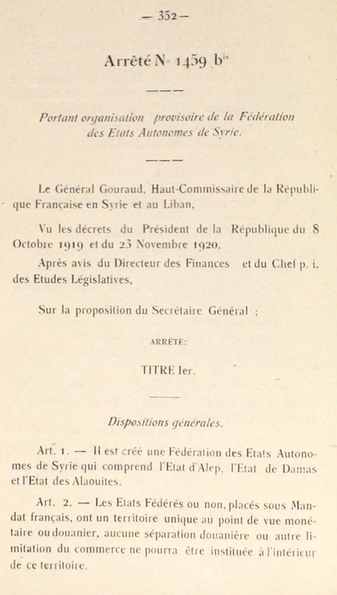
Decreto 1459, que creó la Federación Siria el 28 de junio de 1922